# Minová pole v Bosně a Hercegovině

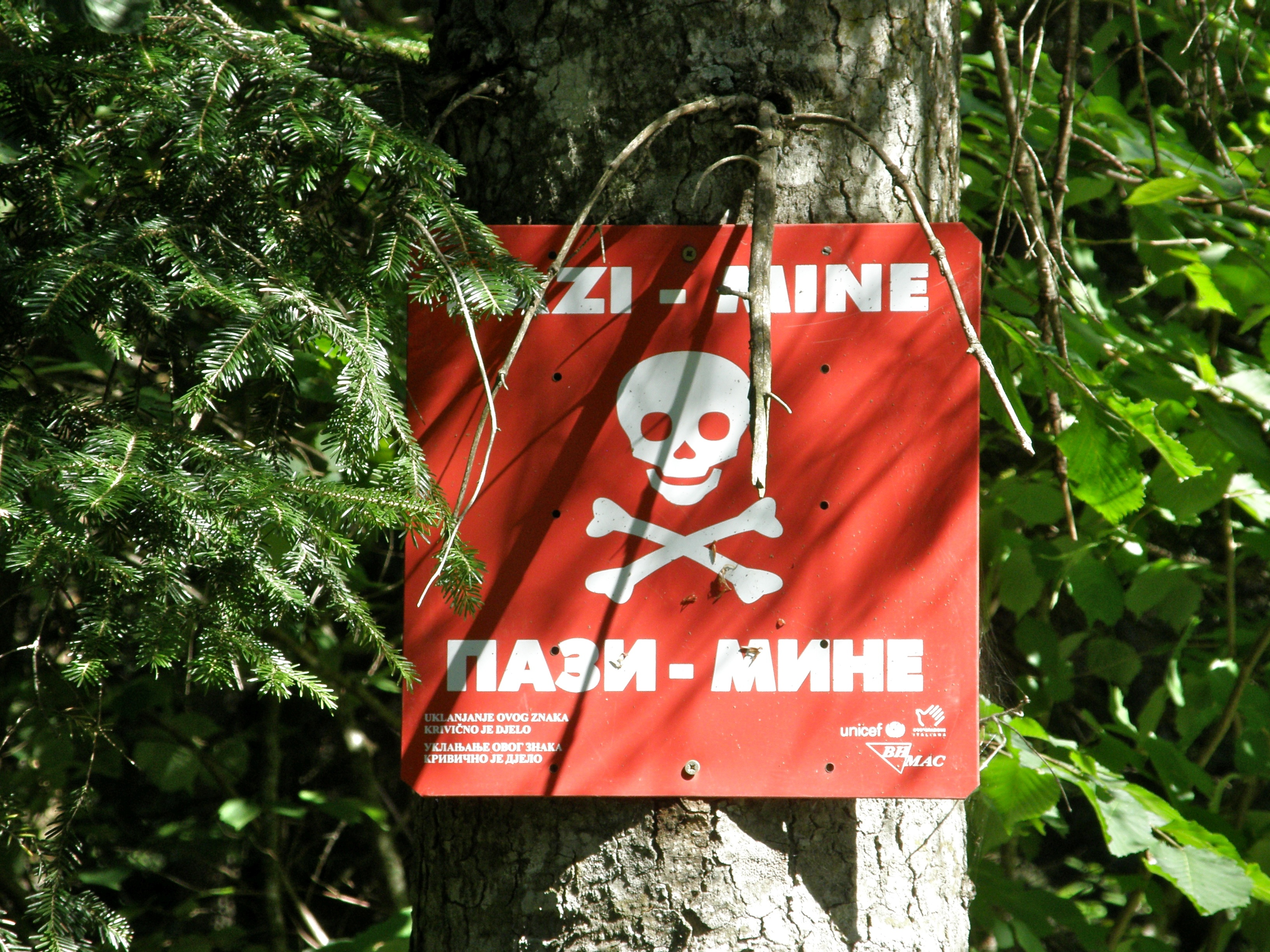
Výstražná cedule nášlapných min v Bosně a Hercegovině

Minová pole v Bosně a Hercegovině jsou vážným následkem bosenské války, která probíhala v letech 1992 až 1995. Během tohoto období všechny tři znepřátelené strany (ARBiH, HVO a VRS) nastražily pozemní miny poblíž současných hranic politických entit. V důsledku toho má země nejvážnější problémy s pozemními minami na světě. Ačkoli úsilí o odstranění nášlapných min v celé zemi pokročilo a počet úmrtí souvisejících s minami se každým rokem neustále snižuje, stále je v Bosně a Hercegovině mnoho lidí zabito nebo utrpí zranění způsobená nevybuchlou municí. Pro místní obyvatele je zamoření překážkou socioekonomického rozvoje a přístupu k živobytí. To je důležité, protože Bosna a Hercegovina zůstává ekonomicky křehká a je jednou z nejchudších zemí v Evropě. Více než 60 procent populace žije ve venkovských oblastech a je závislých na přístupu k půdě pro zemědělství, pastvu dobytka, lov, kacení dřeva a sběr bylin. Navzdory hrozbě nášlapných min se lidé odvažují do kontaminovaných oblastí z ekonomické nutnosti.

## Oběti pozemních min

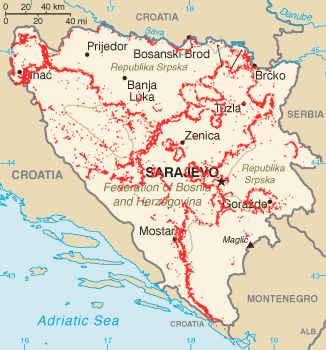
Situace s nášlapnými minami v BaH v září 2008

Od roku 1992 do roku 2008 bylo pozemními minami nebo nevybuchlou municí zabito nebo zraněno 5 005 lidí. Válečné ztráty činily 3 339 zabitých a zraněných. Počet obětí v době míru, od roku 1996 do roku 2008 je 1 666, z nichž 486 bylo smrtelných. Od roku 1996 do roku 2017 bylo zraněno více než 1 750 lidí, z nichž nejméně 612 bylo smrtelných. Podle Mezinárodního výboru Červeného kříže tvoří asi 15 % všech obětí nášlapných min děti.
| Oběti pozemních min v Bosně a Hercegovině 1996-2023 | Oběti pozemních min v Bosně a Hercegovině 1996-2023 | Oběti pozemních min v Bosně a Hercegovině 1996-2023 | Oběti pozemních min v Bosně a Hercegovině 1996-2023 |
| Rok                                                 | Mrtví                                               | Zranění                                             | Celkem                                              |
| --------------------------------------------------- | --------------------------------------------------- | --------------------------------------------------- | --------------------------------------------------- |
| 1996                                                | 110                                                 | 552                                                 | 662                                                 |
| 1997                                                | 88                                                  | 202                                                 | 290                                                 |
| 1998                                                | 60                                                  | 80                                                  | 149                                                 |
| 1999                                                | 38                                                  | 57                                                  | 95                                                  |
| 2000                                                | 35                                                  | 65                                                  | 100                                                 |
| 2001                                                | 32                                                  | 55                                                  | 87                                                  |
| 2002                                                | 26                                                  | 46                                                  | 72                                                  |
| 2003                                                | 23                                                  | 31                                                  | 54                                                  |
| 2004                                                | 16                                                  | 27                                                  | 43                                                  |
| 2005                                                | 10                                                  | 9                                                   | 19                                                  |
| 2006                                                | 18                                                  | 17                                                  | 35                                                  |
| 2007                                                | 8                                                   | 22                                                  | 30                                                  |
| 2008                                                | 34                                                  | 30                                                  | 39                                                  |
| 2009                                                | 9                                                   | 19                                                  | 28                                                  |
| 2010                                                | 6                                                   | 8                                                   | 14                                                  |
| 2011                                                | 9                                                   | 14                                                  | 23                                                  |
| 2012                                                | 9                                                   | 3                                                   | 12                                                  |
| 2013                                                | 3                                                   | 10                                                  | 13                                                  |
| 2014                                                | 6                                                   | 11                                                  | 14                                                  |
| 2015                                                | 1                                                   | 0                                                   | 1                                                   |
| 2016                                                | 6                                                   | 6                                                   | 12                                                  |
| 2017                                                | 3                                                   | 4                                                   | 7                                                   |
| 2018                                                | 1                                                   | 3                                                   | 4                                                   |
| 2019                                                | 2                                                   | 3                                                   | 5                                                   |
| 2020                                                | 0                                                   | 0                                                   | 0                                                   |
| 2021                                                | 3                                                   | 0                                                   | 3                                                   |
| 2022                                                | 1                                                   | 0                                                   | 1                                                   |
| 2023                                                | 1                                                   | 0                                                   | 1                                                   |
| 2024                                                | 0                                                   | 0                                                   | 0                                                   |
| Celkem                                              | 558                                                 | 1 274                                               | 1 832                                               |

## Podpora ČR pro odminování
Česká republika opakovaně finančně podpořila odminování Bosny a Hercegoviny realizované prostřednictvím mezinárodní nevládní organizace ITF Enhancing Human Security (International Trust Fund). ČR v letech 2002 až 2018 přispěla do International Trust Fundu na odminovací aktivity v jihovýchodní Evropě částkou 1,43 mil. USD.
V prostoru odpovědnosti českého praporu IFOR došlo postupně k odminování míst budoucích základen a cest využívaných pro pěší a mobilní hlídky. Odminovány musely být také prostory, kde ženisté opravovali mosty, aby po nich mohla projíždět těžká vojenská technika. V průběhu roku 1996 zde bylo odminováno 61 minových polí, což představovalo 1714 protipěchotních min a 84 protitankových min. (Tato čísla patrně zahrnují i Chorvatsko).
Ministerstvo vnitra ČR implementovalo projekt na odminování vodních ploch a toků.